# ドフドン・アルタンスフ
ドフドン・アルタンスフ（Dovdon Altansukh Довдонгийн Алтансүх　1988年1月6日- ）はモンゴルのオブス県出身の柔道選手。階級は66kg級。身長170cm。

## 人物
柔道は12歳の時に始めた。2007年のアジアジュニア60kg級で2位になった。その後階級を66kg級に上げると、2015年にはグランドスラム・チュメニやグランドスラム・パリで3位になった。2016年にはアジア選手権でも優勝するが、モンゴルのこの階級には世界選手権5位のダワードルジ・トゥムルフレグがいたために、リオデジャネイロオリンピックには出場できなかった。その後、グランドスラム・東京でも3位になった。2018年のグランプリ・ザグレブでは5位にとどまったものの、準々決勝で国際大会を34連勝していた世界チャンピオンの阿部一二三を開始早々の肩車で破った。

## 主な戦績
- 2007年 - アジアジュニア　2位(60kg級)
- 2008年 - 青島国際　2位
- 2012年 - ワールドカップ・ウランバートル　2位
- 2013年 - ユニバーシアード　7位
- 2014年 - グランプリ・ウランバートル　3位
- 2014年 - グランプリ・タシュケント　3位
- 2015年 - グランプリ・ウランバートル　3位
- 2015年 - グランドスラム・チュメニ　3位
- 2015年 - グランプリ・タシュケント　3位
- 2015年 - グランドスラム・パリ　3位
- 2016年 - ヨーロッパオープン・オーバーヴァルト　優勝
- 2016年 - グランプリ・サムスン　2位
- 2016年 - アジア選手権　個人戦　優勝　団体戦　2位
- 2016年 - グランプリ・ウランバートル　優勝
- 2016年 - グランプリ・タシュケント　3位
- 2016年 - グランプリ・青島　3位
- 2016年 - グランドスラム・東京　3位
- 2017年 - グランプリ・タシュケント　3位
- 2018年 - グランドスラム・デュッセルドルフ　5位
- 2018年 - グランプリ・ザグレブ　5位
- 2018年 - グランプリ・ブダペスト　5位
- 2018年 - ワールドマスターズ　3位

(出典、JudoInside.com)